# Francis Hugh Fraser
Francis Hugh Fraser, britanski general, * 1893, † 1964.